# 11-й окремий стрілецький батальйон (Україна)
11-й окремий стрілецький батальйон (11 ОСБ) — військовий підрозділ у складі Сухопутних військ Збройних сил України. Базується у м. Миколаїв. Входить до складу ОК «Південь».

## Історія
6 — 15 червня 2018 року, проведено десятиденні навчальні збори особового складу 11-го окремого стрілецького батальйону територіальної оборони Миколаївської області, у кількості 460 осіб. Відпрацьовано такі практичні завдання як взяття під охорону Вітовської та Корабельної районних державних адміністрацій, встановлення блокпостів на автошляхах.
З 2022 — у складі Сухопутних військ Збройних сил України.

## Структура
- управління (штаб) батальйону
- 3 стрілецькі роти
- рота вогневої підтримки
- розвідувальний взвод
- польовий вузол зв'язку
- інженерно-саперний взвод
- взвод матеріального забезпечення
- контрольно-технічний пункт
- медичний пункт
- клуб
- чисельність батальйону 492 особи

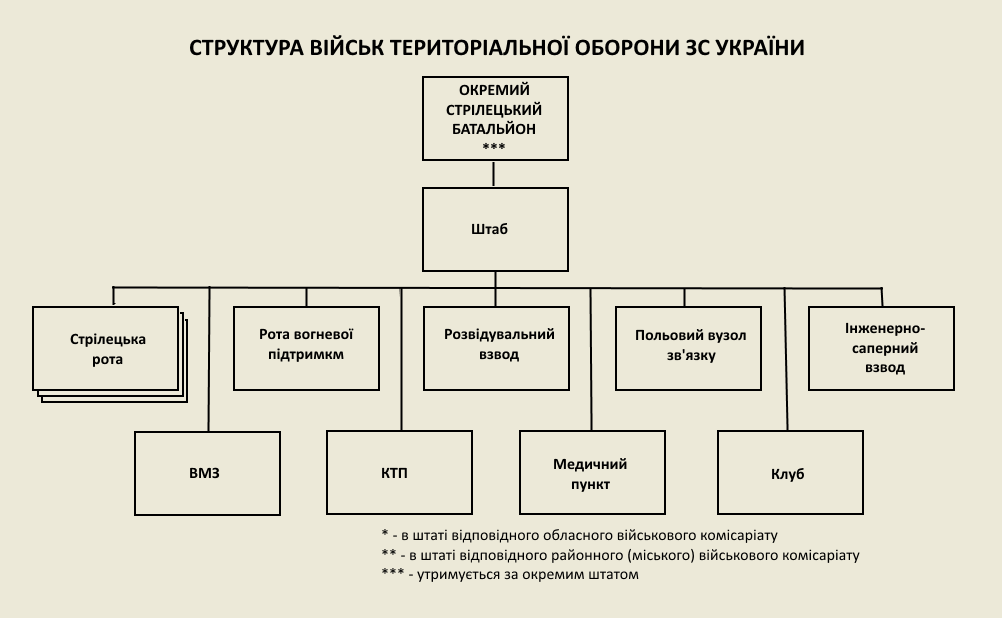
Структура стрілецького батальйону

- озброєння: ЗУ-23-2, 82-мм міномет 2Б9 «Волошка», РПГ-7, АК, ПМ
- техніка: автомобільна

## Командування
- підполковник Олександр Стоєв[4]

## Символіка
На емблемі батальйону, що затверджена 25 липня 2022 р., в блакитному полі перехрещено дві срібні рушниці, під якими на срібному вістрі зображено фігуру чорного лева з червоним узброєнням і язиком.